# Xatardia
- Commons
- Wikispecies

Xatardia é um género botânico pertencente à família Apiaceae.